# Ottersbo
Ottersbo is een plaats in de Noorse gemeente Ørland, provincie Trøndelag. Ottersbo telt 308 inwoners (2007) en heeft een oppervlakte van 0,29 km².